# Formula Regional Oceania Championship
Die Formula Regional Oceania Championship (FR Oceania), früher als Toyota Racing Series bekannt, ist eine FIA-Formel-Regional-Rennserie.

## Geschichte
Die Meisterschaft wurde 2005 das erste Mal ausgetragen und 2023 gemäß der FIA-Formel-Rennklassen in Formula Regional Oceania Championship umbenannt. Im Rennkalender der Rennserie befindet sich der Große Preis von Neuseeland. Neben dem Macau Grand Prix und dem Grand Prix de Pau ist er einer der wenigen Rennveranstaltungen außerhalb der Formel-1-Weltmeisterschaft, die den Status eines nationalen Grand Prix hat. Ehemalige Fahrer sind beispielsweise Wade Cunningham und Jay Howard (beide IndyCar Series), Brendon Hartley (Formel-1-Testfahrer) oder Chris van der Drift (Superleague Formula). In der Rennserie starteten neben jüngeren Rennfahrern aber auch Piloten, die bereits über einige Motorsporterfahrung verfügten, wie Matt Halliday, der zuvor schon in der Champ Car und A1GP angetreten war.

## Sportliches Reglement

### Ablauf des Rennwochenendes
Ein Rennwochenende besteht aus zwei 30-minütigen Testsessions und einem ersten freien Training, welche an einem Donnerstag stattfindet; Freitags finden erneut drei 30-minütige Trainingssitzungen statt. Daraufhin folgt am Samstag ein 15-minütiges Qualifying zur Ermittlung der Startaufstellung für das erste Rennen, welches anschließend über eine Distanz von 75 km ausgetragen wird. Am Sonntag wird ein zweites 15-minütiges Qualifying abgehalten, dies dient zur Ermittlung der Startaufstellung für das dritte Rennen, welches über 90 km ausgetragen wird. Die Startaufstellung für das zweite Rennen, das wieder über eine Distanz von 75 km geht, wird durch das Ergebnis aus dem ersten Rennen gebildet, allerdings werden die ersten acht Positionen gestürzt.

### Punkteverteilung
Die Punktewertung orientiert sich, im Gegensatz zu den anderen Formel-Regional-Rennserien, nicht am aktuellen Punktesystem der Formel 1. Die Rennen, wo die Startaufstellung aus dem Qualifying gebildet werden, verleihen Punkte bis zur 20. Positionierung wo der Sieger 35 Punkte erhält. Beim Rennen, wo die Startaufstellung durch das Ergebnis eines Rennens zustande kommt, erhalten nur die ersten 15 Fahrer Punkte, der Sieger erhält 20 Punkte. Es werden keine Zusatzpunkte für die Pole-Position oder die schnellste Rennrunde verteilt.
| Punkteverteilung | Punkteverteilung | Punkteverteilung | Punkteverteilung | Punkteverteilung | Punkteverteilung | Punkteverteilung | Punkteverteilung | Punkteverteilung | Punkteverteilung | Punkteverteilung | Punkteverteilung | Punkteverteilung | Punkteverteilung | Punkteverteilung | Punkteverteilung | Punkteverteilung | Punkteverteilung | Punkteverteilung | Punkteverteilung | Punkteverteilung | Punkteverteilung | Punkteverteilung |
| ---------------- | ---------------- | ---------------- | ---------------- | ---------------- | ---------------- | ---------------- | ---------------- | ---------------- | ---------------- | ---------------- | ---------------- | ---------------- | ---------------- | ---------------- | ---------------- | ---------------- | ---------------- | ---------------- | ---------------- | ---------------- | ---------------- | ---------------- |
| Platz            | 1                | 2                | 3                | 4                | 5                | 6                | 7                | 8                | 9                | 10               | 11               | 12               | 13               | 14               | 15               | 16               | 17               | 18               | 19               | 20               | PP               | SR               |
| Rennen 1 & 3     | 35               | 31               | 27               | 24               | 22               | 20               | 18               | 16               | 14               | 12               | 10               | 9                | 8                | 7                | 6                | 5                | 4                | 3                | 2                | 1                | –                | –                |
| Rennen 2         | 20               | 18               | 16               | 14               | 12               | 10               | 9                | 8                | 7                | 6                | 5                | 4                | 3                | 2                | 1                | 0                | 0                | 0                | 0                | 0                | –                | –                |

### Superlizenz-Punkte
Der Meister der Serie erhielt, anders als das europäische Pendant, nur 18 Punkte für die Superlizenz, der Vizemeister 14, der Dritte zwölf Punkte bis zum neuntplatzierten, welcher den letzten verfügbaren Punkt für die Superlizenz erhielt.
| Superlizenz-Verteilung (2023–) | Superlizenz-Verteilung (2023–) | Superlizenz-Verteilung (2023–) | Superlizenz-Verteilung (2023–) | Superlizenz-Verteilung (2023–) | Superlizenz-Verteilung (2023–) | Superlizenz-Verteilung (2023–) | Superlizenz-Verteilung (2023–) | Superlizenz-Verteilung (2023–) | Superlizenz-Verteilung (2023–) | Superlizenz-Verteilung (2023–) |
| ------------------------------ | ------------------------------ | ------------------------------ | ------------------------------ | ------------------------------ | ------------------------------ | ------------------------------ | ------------------------------ | ------------------------------ | ------------------------------ | ------------------------------ |
| Platz                          | 1                              | 2                              | 3                              | 4                              | 5                              | 6                              | 7                              | 8                              | 9                              | 10                             |
| Punkte                         | 18                             | 14                             | 12                             | 10                             | 6                              | 4                              | 3                              | 2                              | 1                              | 0                              |

Bevor die Umstrukturierung zur Formel-Regional-Rennserie durchgeführt wurde und die Rennserie noch als Toyota Racing Series bekannt war, gab es weniger Superlizenz-Punkte wie im Vergleich zu anderen Formel-3-Rennserien. In den letzten drei Jahren wurde die Punkteverteilung nochmals angehoben, sodass der Meister zehn Punkte erhielt, der fünftplatzierte Fahrer erhielt den letzten zu vergebenen Punkt. 
| Superlizenz-Verteilung (2020–2022) | Superlizenz-Verteilung (2020–2022) | Superlizenz-Verteilung (2020–2022) | Superlizenz-Verteilung (2020–2022) | Superlizenz-Verteilung (2020–2022) | Superlizenz-Verteilung (2020–2022) | Superlizenz-Verteilung (2020–2022) | Superlizenz-Verteilung (2020–2022) | Superlizenz-Verteilung (2020–2022) | Superlizenz-Verteilung (2020–2022) | Superlizenz-Verteilung (2020–2022) |
| ---------------------------------- | ---------------------------------- | ---------------------------------- | ---------------------------------- | ---------------------------------- | ---------------------------------- | ---------------------------------- | ---------------------------------- | ---------------------------------- | ---------------------------------- | ---------------------------------- |
| Platz                              | 1                                  | 2                                  | 3                                  | 4                                  | 5                                  | 6                                  | 7                                  | 8                                  | 9                                  | 10                                 |
| Punkte                             | 10                                 | 7                                  | 5                                  | 3                                  | 1                                  | 0                                  | 0                                  | 0                                  | 0                                  | 0                                  |

2018 vergab die Rennserie erstmals Superlizenz-Punkte, dabei erhielt der Meister sieben Punkte. 
| Superlizenz-Verteilung (2018–2019) | Superlizenz-Verteilung (2018–2019) | Superlizenz-Verteilung (2018–2019) | Superlizenz-Verteilung (2018–2019) | Superlizenz-Verteilung (2018–2019) | Superlizenz-Verteilung (2018–2019) | Superlizenz-Verteilung (2018–2019) | Superlizenz-Verteilung (2018–2019) | Superlizenz-Verteilung (2018–2019) | Superlizenz-Verteilung (2018–2019) | Superlizenz-Verteilung (2018–2019) |
| ---------------------------------- | ---------------------------------- | ---------------------------------- | ---------------------------------- | ---------------------------------- | ---------------------------------- | ---------------------------------- | ---------------------------------- | ---------------------------------- | ---------------------------------- | ---------------------------------- |
| Platz                              | 1                                  | 2                                  | 3                                  | 4                                  | 5                                  | 6                                  | 7                                  | 8                                  | 9                                  | 10                                 |
| Punkte                             | 7                                  | 5                                  | 3                                  | 2                                  | 1                                  | 0                                  | 0                                  | 0                                  | 0                                  | 0                                  |

## Technisches Reglement

### Chassis
In der Meisterschaft wird als Chassis seit 2020 das FT-60 von Tatuus verwendet. Die Chassis sind Monocoques aus kohlenstofffaserverstärktem Kunststoff und haben eine Reihe von neuen Sicherheitsmerkmalen, darunter das Halo-System und einen verbesserten Seitenaufprallschutz. Als Aufhängung werden Doppelquerlenkerachse mit innenliegenden Federn und Stoßdämpfern, betätigt über Schubstangen, eingesetzt. Der FT-60 ist dem Tatuus F3 T-318 beinahe baugleich, einzig der Bereich für den Motor ist größer da die in der Formula Regional Oceania Championship eingesetzten Toyota-Motoren größer sind als die in Europa und im Mittleren Osten eingesetzten Alpine- bzw. Alfa-Romeo-Motoren. 
Von 2015 bis Ende 2019 wurde als Chassis das Vorgängermodell, der Tatuus FT-50, eingesetzt. Zu Beginn der Meisterschaft in 2005 kam bis 2014 der Tatuus FR-40 in Verwendung.

### Motor und Getriebe
Als Motor wird seit 2020 ein aufgeladener 2,0-Liter-8AR-FTS-Turbomotor von Toyota verwendet, der 212 kW (285 PS) leistet. Als Getriebe wird der Sadev SL-R 82, ein sequenzielles Sechsgangschaltgetriebe von SADEV, eingesetzt, geschaltet wird mit Schaltwippen am Lenkrad.
Von 2005 bis 2019 wurde als Motor ein aufgeladener 1,8-Liter-2ZZ-GE-Turbomotor von Toyota eingesetzt, der mit E85-Biokraftstoff betrieben wurde.

### Reifen
Als Bereifung kommen Slicks von Pirelli zum Einsatz. Von 2020 bis 2023 wurden die Reifen von Hankook bezogen und davor bis 2019 von Michelin. 

## Bisherige Meister
| Jahr    | Meister           | Punkte   | Zweiter              | Punkte   | Dritter            | Punkte   | Quelle   |
| ------- | ----------------- | -------- | -------------------- | -------- | ------------------ | -------- | -------- |
| 2005/05 | Brent Collins     | 942      | Andy Knight          | 904      | Daniel Gaunt       | 874      |          |
| 2005/06 | Daniel Gaunt      | 1491     | Ben Harford          | 1012     | Andy Knight        | 943      |          |
| 2006/07 | Daniel Gaunt      | 1448     | Shane van Gisbergen  | 1120     | Ben Harford        | 1025     |          |
| 2007/08 | Andy Knight       | 1230     | Earl Bamber          | 1207     | Ben Harford        | 995      |          |
| 2008/09 | Mitch Cunningham  | 1110     | Sam MacNeill         | 989      | Scott Pye          | 895      |          |
| 2010/05 | Mitch Evans       | 915      | Earl Bamber          | 912      | Andrew Waite       | 762      |          |
| 2011/05 | Mitch Evans       | 973      | Nick Cassidy         | 805      | Jamie McNee        | 675      |          |
| 2012/05 | Nick Cassidy      | 914      | Hannes van Asseldonk | 738      | Damon Leitch       | 633      |          |
| 2013/05 | Nick Cassidy      | 915      | Alex Lynn            | 803      | Lucas Auer         | 797      |          |
| 2014/05 | Andrew Tang       | 794      | Jann Mardenborough   | 790      | Damon Leitch       | 708      |          |
| 2015/05 | Lance Stroll      | 906      | Brandon Maïsano      | 798      | Santino Ferrucci   | 765      |          |
| 2016/05 | Lando Norris      | 924      | Jehan Daruvala       | 789      | Brendon Leitch     | 754      |          |
| 2017/05 | Thomas Randle     | 855      | Pedro Piquet         | 850      | Richard Verschoor  | 843      |          |
| 2018/05 | Robert Schwarzman | 916      | Richard Verschoor    | 911      | Marcus Armstrong   | 901      |          |
| 2019/05 | Liam Lawson       | 356      | Marcus Armstrong     | 346      | Lucas Auer         | 270      |          |
| 2020/05 | Igor Fraga        | 362      | Liam Lawson          | 356      | Franco Colapinto   | 315      |          |
| 2021/05 | Matthew Payne     | 287      | Kaleb Ngatoa         | 229      | Billy Frazer       | 201      |          |
| 2022/05 | Abgesagt          | Abgesagt | Abgesagt             | Abgesagt | Abgesagt           | Abgesagt | Abgesagt |
| 2023/05 | Charlie Wurz      | 343      | Callum Hedge         | 329      | Jacob Abel         | 265      |          |
| 2024/05 | Roman Bilinski    | 385      | Liam Sceats          | 341      | Patrick Woods-Toth | 255      |          |